# Kapelle Sant’Agostino von Chera

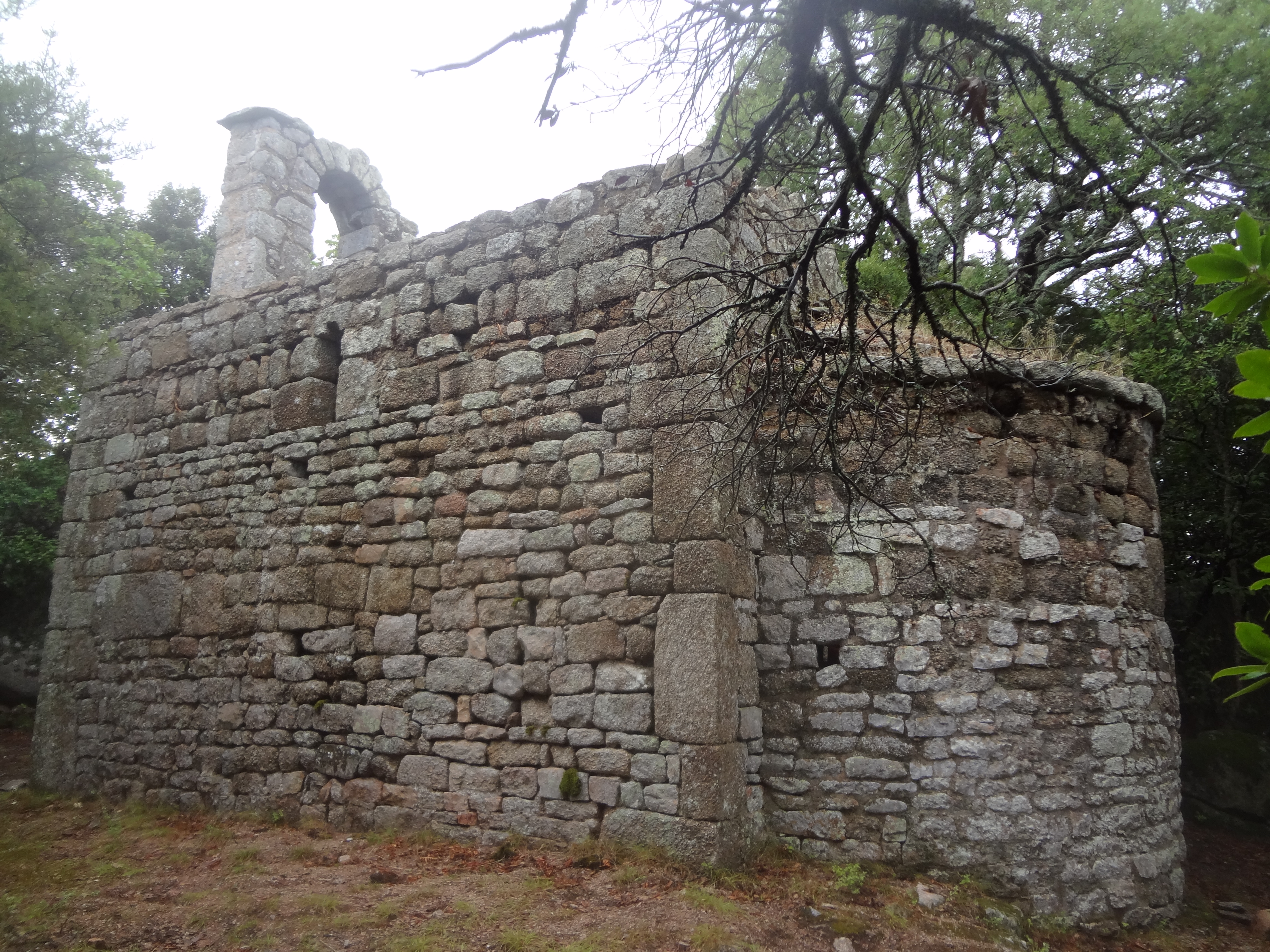
Sant’Agostino von Chera

Die Ruine der Kapelle Sant’Agostino von Chera liegt bei dem Ort Chera im Süden Korsikas, etwa zwölf Kilometer nördlich von Bonifacio.
Leicht rosafarbener Granit und weißer Kalkstein erzeugen ein Farbspiel des Baumaterials, das einen Hinweis auf die stilistische Entwicklung zum polychromen Mauerwerk bildet. Die Ruine der Kapelle vom Ende des 9. oder Anfang des 10. Jahrhunderts ist möglicherweise eine Herrenstiftung. Beachtenswert ist der große Halbkreisbogen der Chorwand mit seinen sorgfältig behauenen Keilsteinen.
Die Westfassade erhöht eine intakte Espadaña (Glockengiebel) leicht versetzt zum romanischen Portal mit Türsturz. Nur noch teilweise erhalten ist das östliche Giebelfeld mit einem durchbrochenen griechischen Kreuz.

Sant’Agostino von Chera
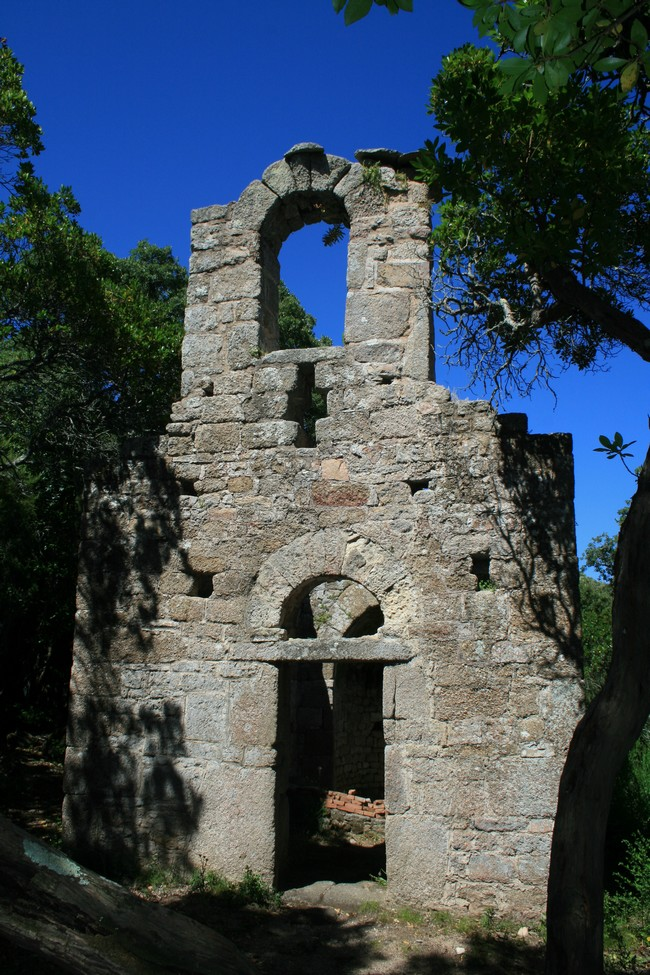
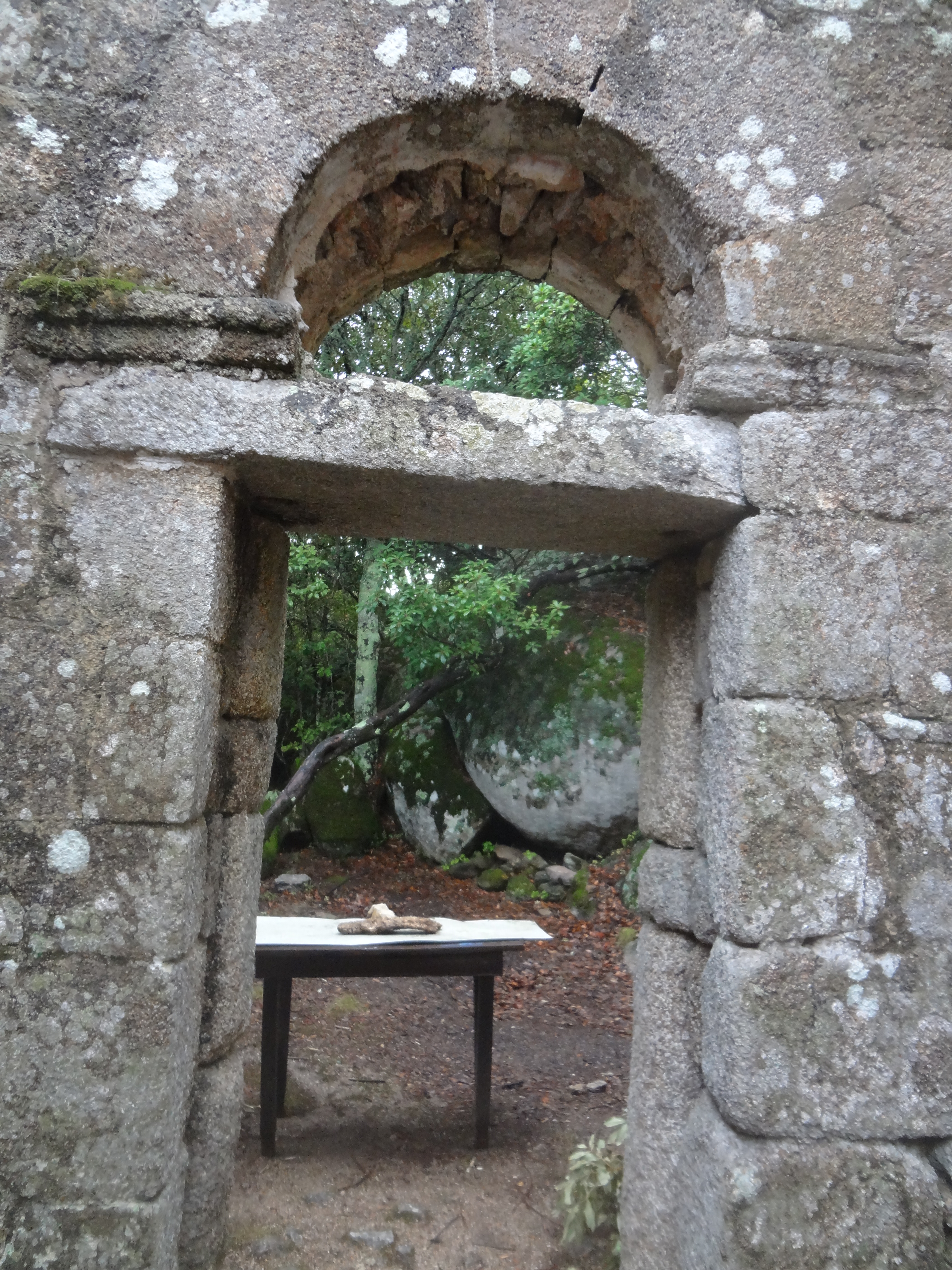
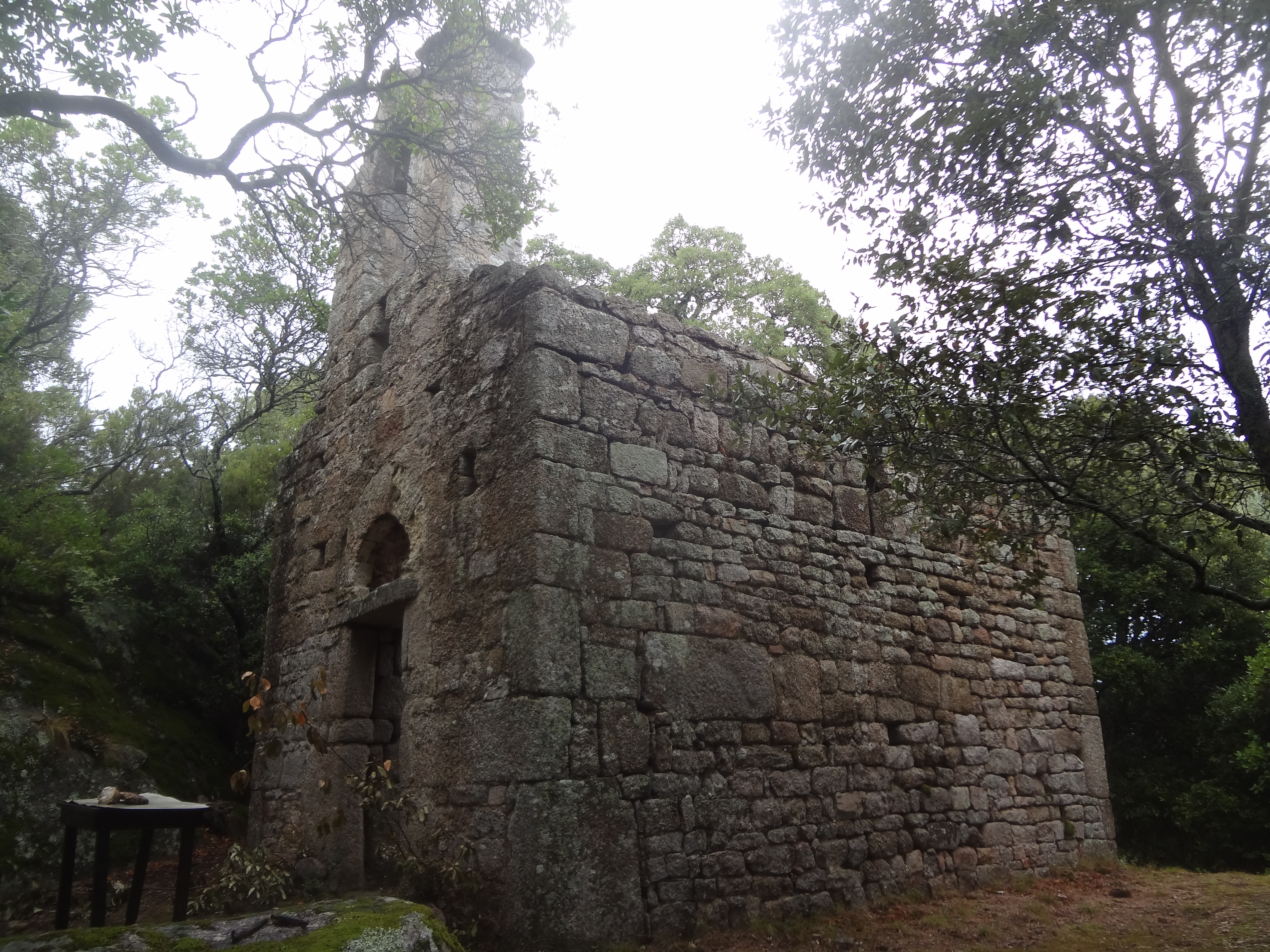
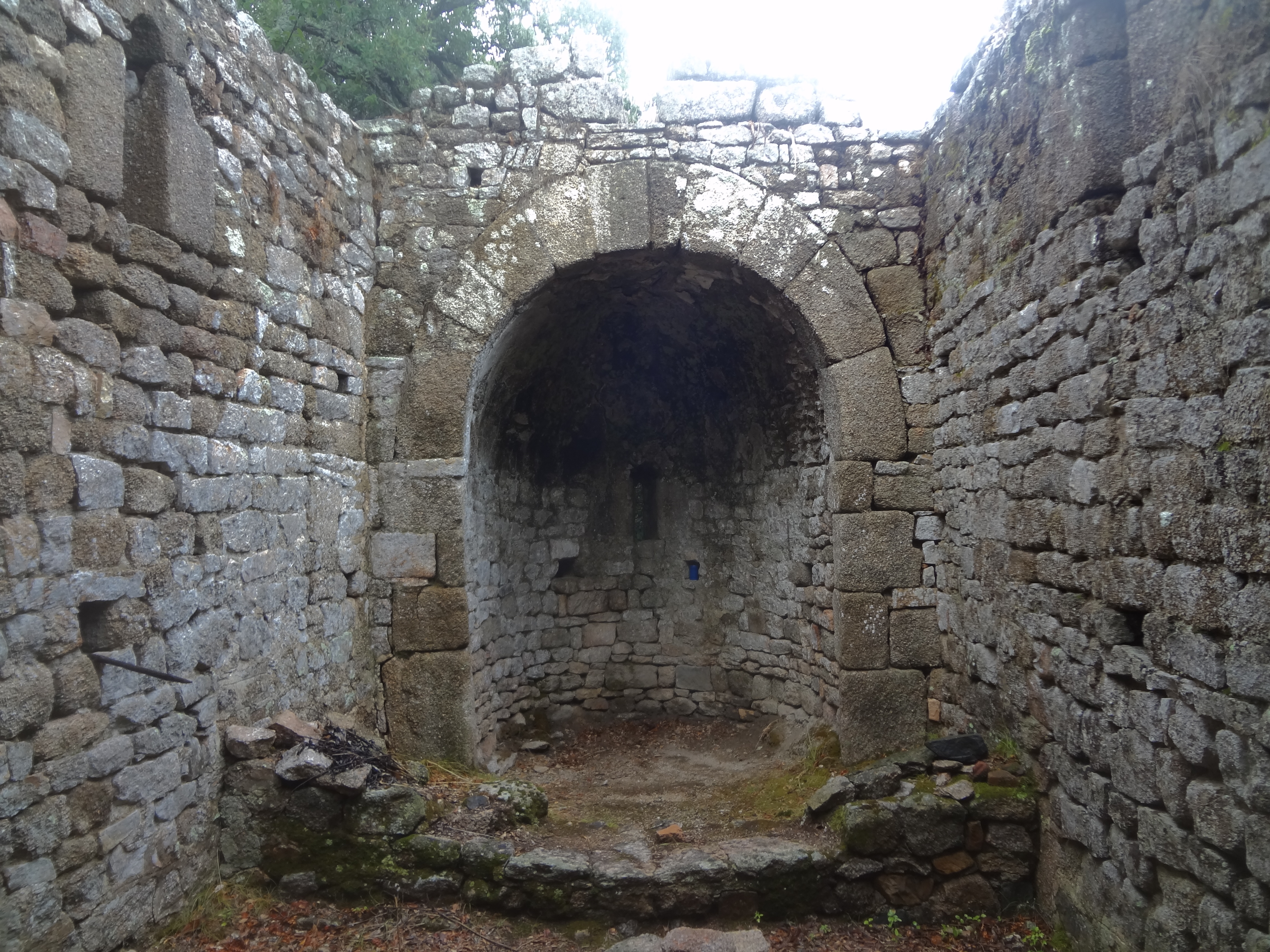